# Cerchysiella meghaiana
Cerchysiella meghaiana är en stekelart som beskrevs av Hayat och Basha 2003. Cerchysiella meghaiana ingår i släktet Cerchysiella och familjen sköldlussteklar. Inga underarter finns listade i Catalogue of Life.